# ヘンリー・ハサウェイ
ヘンリー・ハサウェイ（Henry Hathaway, 1898年3月13日 - 1985年2月11日）は、アメリカ合衆国カリフォルニア州サクラメント出身の映画監督・プロデューサー。冒険活劇や西部劇、フィルムノワールの分野で活躍した。

## 略歴
両親ともに俳優。1925年からヴィクター・フレミングやジョセフ・フォン・スタンバーグの元でアシスタントを務めるようになる。
1932年、西部劇である『砂漠の遺産』の監督としてデビュー。これはランドルフ・スコットの初主演映画である。その後もランドルフ・スコットとはコンビを組み、計7本の西部劇（『砂漠の遺産』『白馬王国』『最後の一人まで』『燃ゆる山道』『森の男』『轟く天地』『国境の狼群』）と、1本のコメディ（『浮気名女優』）を制作。
途中から平行してゲイリー・クーパーと組んだ作品を制作するようになる。ゲイリー・クーパーと組んだ代表作ではメロドラマの『永遠に愛せよ』、冒険活劇の『ベンガルの槍騎兵』と『暁の討伐隊』、少し後年の1954年にシネマスコープ西部劇『悪の花園』がある。『ベンガルの槍騎兵』ではアカデミー監督賞にノミネートされた。
1936年のヘンリー・フォンダ主演の西部劇『丘の一本松』はテクニカラーで最初に野外撮影された作品、1941年の西部劇『丘の羊飼い』はジョン・ウェイン初のテクニカラー作品である。
1940年代にはセミ・ドキュメンタリーにも分類されるフィルム・ノワールを幾つか制作した。その1つ目の作品である1945年の『Gメン対間諜』はセミ・ドキュメンタリーの始祖的な作品とされている。ニューヨークで野外撮影した1947年の『死の接吻』はフィルム・ノワール全体の中からも傑作と見なされている。リチャード・ウィドマークはこの作品がデビュー作であり、その鮮烈な殺し屋の演技でアカデミー助演男優賞にノミネートされた。翌1948年のジェームズ・ステュアート主演の『出獄』や、1951年の『Fourteen Hours』も、この時期の代表的傑作である。
晩年にかけてはジョン・ウェインと組むことが最も多くなる。1957年のサハラ砂漠が舞台の異色冒険活劇『失われたものゝ伝説』はジョン・ウェインの主宰するバトジャック・プロの第1回作品である。独自の雄大で大らかな西部劇の作風が始まったといえる1960年の『アラスカ魂』はジョン・ウェインとキャプシーヌを共演させた。ニコラス・レイとフィリップ・ヨーダンの原案を、ベン・ヘクトが脚色した、サミュエル・ブロンストン製作の1964年の大作『サーカスの世界』をフランク・キャプラに代わって完成させる。1965年の『エルダー兄弟』はジョン・ウェインが肺がん手術後の復帰作で、大ヒットを記録した。そして1969年の『勇気ある追跡』ではジョン・ウェインにアカデミー主演男優賞をもたらした。
西部劇、冒険活劇、ノワール、スパイ映画、戦争映画、歴史劇、コメディ、サスペンス、ミステリー様々なジャンルを精力的にこなし、ハリウッドのスタジオからは重宝された。一方で娯楽映画を作り続けた職人監督であるがためか、ハサウェイ個人そのものには省みられず、評論家からは無視されたが、2001年に映画研究家のRudy Behlmerが『Henry Hathaway』として評伝を出版している。
遺作は1974年の『Hangup』、最後の西部劇は1971年の『新・ガンヒルの決斗』である。この作品の原題は『Shoot Out』でジョン・スタージェスの『ガンヒルの決斗』との関連性は全くない。グレゴリー・ペック主演で、6歳の少女とガンマンの交流を描く、『勇気ある追跡』の延長線上にある西部劇である。

## その他
ハワード・ホークスとは盟友であり、ホークスの『リオ・ブラボー』で共演したジョン・ウェインとディーン・マーティンを『エルダー兄弟』で再共演させたり、ホークスの『エル・ドラド』でジョン・ウェインと共演したロバート・ミッチャムを牧師役、ディーン・マーティンを賭博師役で連続殺人事件がテーマの異色ミステリー西部劇『5枚のカード』にW主演として招いている。
リメイクされた作品として『死の接吻』が1995年にニコラス・ケイジ主演で『死の接吻』として、『エルダー兄弟』が2005年にマーク・ウォールバーグ主演で『フォー・ブラザーズ/狼たちの誓い』として、『勇気ある追跡』が2010年にコーエン兄弟監督によって『トゥルー・グリット』として、それぞれリメイクされた。
パラマウントきっての巨匠セシル・B・デミルの助監督も務めデミル推薦で長編監督に昇進している。
第一次世界大戦で陸軍に入隊し、砲術の教官になったことが、後に西部劇にリアリズムを与えた。

## 主な監督作品
- ベンガルの槍騎兵 Lives of a Bengal Lancer (1935)
- 丘の一本松 The Trail of the Lonesome Pine (1936)
- チャイナガール China Girl (1942)
- Gメン対間諜 The House on 92nd Street (1945)
- 死の接吻 Kiss of Death (1947)
- 砂漠の鬼将軍 The Desert Fox: The Story of Rommel (1951)
- 人生模様 O. Henry's Full House (1952／「クラリオン・コール新聞」編)
- ナイアガラ Niagara (1953)
- 蛮地の太陽 White Witch Doctor (1953)
- 炎と剣 Prince Valiant (1954)
- 悪の花園 Garden of Evil (1954)
- 脱獄囚 The Bottom of the Bottle (1956)
- アラスカ魂 North To Alaska (1960)
- 西部開拓史 How the West Was Won (1962)
- サーカスの世界 Circus World （1964）
- エルダー兄弟 The Sons of Katie Elder (1965)
- ネバダ・スミス Nevada Smith (1966)
- 5枚のカード 5 Card Stud (1968)
- 勇気ある追跡 True Grit (1969)
- ロンメル軍団を叩け Raid on Rommel (1971)
- 新・ガンヒルの決斗 Shoot Out (1971)
- Hangup (1974)